# Пангейські рудники
40°48′00″ пн. ш. 28°3′00″ сх. д. / 40.80000° пн. ш. 28.05000° сх. д.
Пангейські рудники — золото-срібні копальні на горі Пангей у Південно-Західній Фракії. Поблизу міста Амфіполіс у сучасній грецькій області Східна Македонія та Фракія на узбережжі Егейського моря.
Під час царювання Філіппа II були відкриті багаті золоті родовища в районі грецької колонії Креніди (перейменованої у Філіппи), на схід від гори Пангей. З цього золота почали карбувати статери Філіппа II, а пізніше — статери його сина Олександра Македонського, які отримали світове розповсюдження.

## Згадки у літературі
- Описуючи похід Ксеркса проти греків, Геродот відзначає[1]:

| «Тут він ішов мимо самих міст, залишаючи справа Пангей, велику й високу гору із золотими та срібними рудниками». |
- В. І. Вернадський відзначав:

| «Золоті рудники Пангею заклали підвалини могутності Македонії. Ці давні рудники були захоплені Філіпом II; розробка їх була проведена дуже енергійно, відразу ж дала багато золота, але достатньо швидко призвела до їх істотного виснаження». |